# Estádio Mineirão
Az Estádio Governador Magalhães Pinto, vagy közismertebb nevén a Mineirão stadion egy többcélú sportlétesítmény Brazíliában, Belo Horizonte városban. A eredeti stadion 1965 szeptember 5-én nyitotta meg kapuit, míg az új a felújítást követően 2012. december 21-én nyitotta meg kapuit. 
A létesítmény többnyire futballmeccseknek ad otthont, többek közt a 2014-es labdarúgó-világbajnokságon rendezett meccseknek is.

## 2014-es labdarúgó-világbajnokság
| Dátum            | Idő (UTC-04) | Csapat #1  | Eredmény     | Csapat #2   | Forduló      | Nézőszám |
| ---------------- | ------------ | ---------- | ------------ | ----------- | ------------ | -------- |
| 2014. június 14. | 13:00        | Kolumbia   | 3–0          | Görögország | C csoport    | 57 174   |
| 2014. június 17. | 13:00        | Belgium    | 2–1          | Algéria     | H csoport    | 56 800   |
| 2014. június 21. | 13:00        | Argentína  | 1–0          | Irán        | F csoport    | 57 698   |
| 2014. június 24. | 13:00        | Costa Rica | 0–0          | Anglia      | C csoport    | 57 823   |
| 2014. június 28. | 13:00        | Brazília   | 1–1 (t: 3–2) | Chile       | Nyolcaddöntő | 57 714   |
| 2014. július 8.  | 17:00        | Brazília   | 1–7          | Németország | Elődöntő     | 58 141   |

## Külső hivatkozások
- Az Estádio Mineirão a FIFA honlapján Archiválva 2014. június 19-i dátummal a Wayback Machine-ben
- Információk a stadiumguide.com honlapján